# Wiktor Sergejewitsch Kirejew
Wiktor Sergejewitsch Kirejew (russisch Ви́ктор Серге́евич Кире́ев; * 5. Mai 1987 in der Oblast Pensa) ist ein russischer Handballspieler. Der 1,90 m große Torwart spielt seit 2024 für den russischen Erstligisten GK Zenit St. Petersburg und steht zudem im Aufgebot der russischen Nationalmannschaft.

## Karriere

### Verein
Wiktor Kirejew spielte zunächst für den russischen Verein GK Kaustik Wolgograd, mit dem er in den Spielzeiten 2010/11 und 2011/12 am Europapokal der Pokalsieger und 2012/13 am EHF-Pokal teilnahm. 2014 wechselte der Torhüter zum Ligarivalen GK Newa St. Petersburg, mit dem er 2014/15 am EHF-Pokal und 2015/16 am EHF Challenge Cup teilnahm. 2016 unterschrieb Kirejew beim ukrainischen Topklub HK Motor Saporischschja, mit dem er 2017, 2018 und 2019 ukrainischer Meister und Pokalsieger wurde. Mit Motor spielte er in der EHF Champions League, wobei die Mannschaft nur in der Saison 2018/19 über die Gruppenphase hinaus kam. Im Februar 2020 verließ er Saporischschja und wechselte zum russischen Hauptstadtverein GK Spartak Moskau, der ab Sommer 2020 als GK ZSKA Moskau antrat. Mit ZSKA trat er in der EHF European League 2020/21 und 2021/22 an. Zur Saison 2022/23 nahm ihn der deutsche Bundesligist Füchse Berlin unter Vertrag. Mit den Füchsen gewann er die EHF European League 2022/23. Im Sommer 2024 wechselte er zum russischen Verein GK Zenit.

### Nationalmannschaft

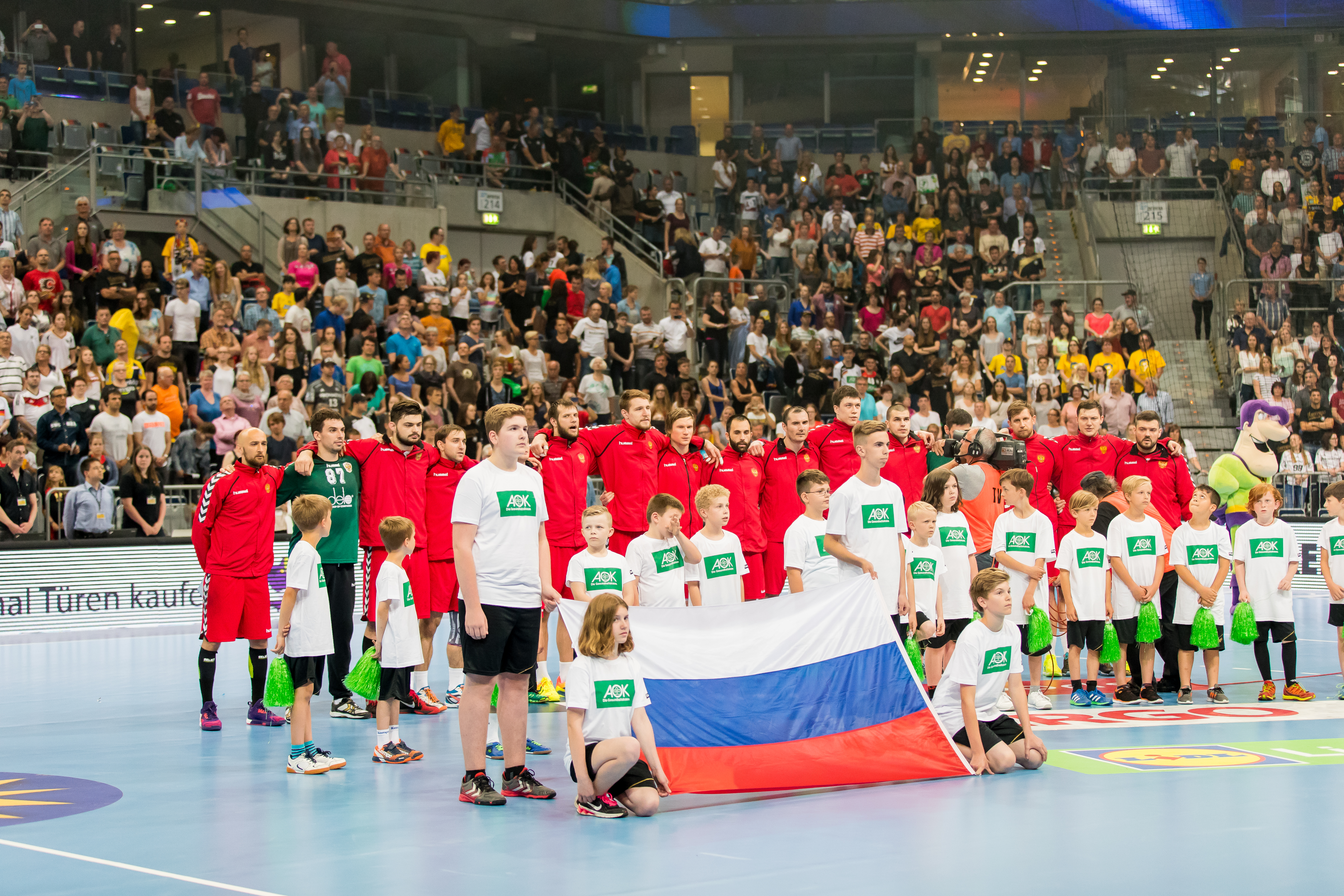
Wiktor Kirejew (Nr. 87) mit der russischen Nationalmannschaft (2016).

In der russischen Nationalmannschaft debütierte Wiktor Kirejew im Jahr 2015. Er stand im Aufgebot für die Europameisterschaften 2016, 2020 und 2022 sowie die Weltmeisterschaften 2017, 2019 und 2021.